# Île Gough
Pour les articles homonymes, voir Gough.
L'île Gough [gɔf], en anglais Gough Island, aussi connue sous le nom de Gonçalo Álvares, est une île isolée, rattachée administrativement à l'archipel Tristan da Cunha, située sur les quarantièmes rugissants dans l'océan Atlantique Sud.

## Géographie

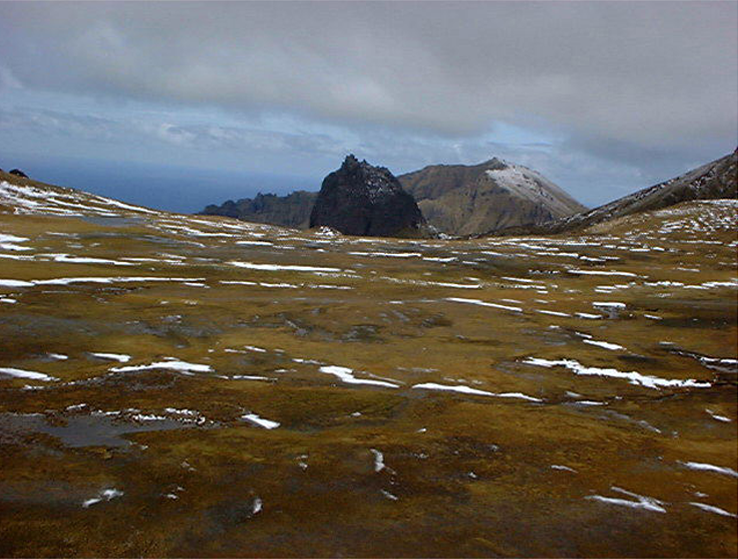
Sommet de l'île Gough

Elle se trouve sur les quarantièmes rugissants, à 398 km au sud-sud-est de l'île Tristan da Cunha. Elle se situe à 2 610 km du Cap (Afrique du Sud), à 2 720 km au sud de Sainte-Hélène et à 3 554 km du point le plus proche d'Amérique du Sud (dans l'État de Rio de Janeiro, au Brésil). Île d'origine volcanique, elle émerge à plus de 900 m au-dessus du niveau de la mer et a une superficie d'environ 65 km2. Elle fait 13 km de long sur 7 km de large. Du fait de sa position, elle reçoit plus de 2 540 mm de précipitations par an.
L'île est entourée de petites îles et rochers comme Southwest Island, Saddle Island (au sud), Tristiana Rock, Isolda Rock (à l'ouest), Round Island, Cone Island, Lot's Wife, Church Rock (au nord), Penguin Island (au nord-est) et The Admirals (à l'est).
Comme Tristan da Cunha, elle fait partie des territoires britanniques d'outre-mer de Sainte-Hélène.
L'Afrique du Sud entretient sur l'île une station météorologique avec quelques hommes et femmes depuis 1956.

### Description
L'île représente un des sommets émergés de la dorsale médio-atlantique, la chaîne montagneuse sous-marine qui parcourt l'Atlantique du nord au sud. À cette latitude, les eaux froides antarctiques rencontrent les eaux tropicales. Des tourbillons se forment qui entraînent à la surface des substances nutritives. Ces aliments attirent poissons, poulpes et crustacés qui, à leur tour, entrent dans l’alimentation des oiseaux marins qui, en grand nombre, nidifient chaque année sur Gough. L'île abrite également deux espèces endémiques d'oiseaux terrestres, le rowettie de Gough et la gallinule de Gough ainsi qu'une douzaine de plantes endémiques.
On trouve également des colonies de phoques et d'éléphants de mer. Au XVIIIe et au XIXe siècles, les éléphants de mer et surtout les otaries à fourrure ont attiré des chasseurs pour leur graisse et leurs peaux. Les conditions climatiques inhospitalières font que l'île n'a jamais été colonisée. En effet, vents, pluies abondantes et maigreur du terreau ne permettent guère à la végétation de s'épanouir sur cette île d'origine volcanique et les arbres y restent nains. Lichens, mousses et buissons envahissent les vallées et leurs versants où tombent les cascades. Le soleil est rare. Seuls les scientifiques ont régulièrement fréquenté l'île. Les Britanniques ont fait de Gough un parc naturel.
Des souris, introduites accidentellement par l'Homme, constituent une menace pour la biodiversité de l'île. Elles sont désormais plusieurs centaines de milliers. Elles mangent les œufs et poussins des oiseaux de l'île, menaçant leur survie. Elles grossissent également, étant 50 % plus grosses que les souris domestiques. Un plan d'éradication était prévu en 2020, basé sur du rodenticide épandu sur l'île par deux hélicoptères.

### Climat
Selon la classification de Köppen, le climat de l'île Gough est de type (Cfb) c'est-à-dire un climat océanique.

## Histoire
Elle fut découverte au début du XVIe siècle par le navigateur portugais Gonçalo Álvares (pt). Elle sombra ensuite dans l'oubli jusqu'à sa redécouverte en 1731 par l'Anglais Charles Gough, capitaine du Richmond. Mais selon certains historiens, le marchand anglais Anthony de la Roché aurait été le premier à accoster sur l'île en avril 1675.
Elle est, avec l'île Inaccessible, devenue une réserve naturelle inscrite au patrimoine mondial par l'UNESCO au sein du bien intitulé îles Gough et Inaccessible.